# Wandex
Wandex — перша пошукова система Інтернету, яка здійснювала пошук по вебсайтам.

## Історія
Першою системою, придуманою для знаходження інформації у Всесвітній павутині був «Wandex», вже не існуючий індекс, який створював «World Wide Web Wanderer» — бот на мові  Perl, розроблений Метью Греєм з Массачусетського технологічного інституту у 1993 рік. Творець «Вандекса» також брав участь в розробці Apache, створенні сайту MIT та інших проектах. Нині Метью Грей є співробітником компанії Google.
Потрібно зазначити, що в 1993 рік в усьому Інтернеті налічувалося всього лише 623 вебсайти, так що роботи у «Вандекса» було значно менше, ніж у сучасних пошукових систем. До того ж, завдяки таким скромним масштабами, для складання індексів і видачі результатів не були потрібні ні потужні сервери з багаторівневою кластеризацією ні складна функціональність алгоритмів пошуку та хитрощі для їхньої оптимізації.
Wandex і інші перші сервіси мали дуже недосконалу систему пошуку. При запиті слова вони видавали не найбільш релевантні посилання, а всі сторінки, що містять його, без аналізу і ранжирування. Тому деякий час реальними конкурентами пошукачів були каталоги сторінок — сайти з вручну відсортованими коллецию посилань.

## Яндекс
23 вересня 1997 року була відкрита пошукова машина Яндекс. Дотепер, завдяки її популярності, при слові «Wandex» багато хто зазвичай згадують саме її.

## Відновлення Wandex
31 грудня 2011 року стало відомо про відновлення Wandex, 1 січня 2012 пошуковий бот під ім'ям World Wide Web Wanderer був зафіксований власниками багатьох сайтів, що стало приводом для обговорень. В цей час на головній сторінці пошукової системи знаходитися текст «Wandex, everything is just beginning:)», що в дослівному перекладі означає: «Wandex, все тільки починається».
Та на даний момент також додано дату 4 May 2013, що може значити дату відкриття самої пошукової системи.